# هيثر بيتري
هيثر بيتري (بالإنجليزية: Heather Petri)‏ هي لاعبة كرة الماء أمريكية، ولدت في 13 يونيو 1978 في أوكلاند في الولايات المتحدة.

## وصلات خارجية
- هيثر بيتري على موقع الاتحاد الدولي للسباحة (الإنجليزية)
- هيثر بيتري على موقع قاعة مشاهير السباحة الأمريكية (الإنجليزية)
- هيثر بيتري على موقع اللجنة الأولمبية الدولية (الإنجليزية)
- هيثر بيتري على موقع أوليمبيديا (الإنجليزية)
- هيثر بيتري على موقع اللجنة الأولمبية والبارالمبية الأمريكية (الإنجليزية)